# Banjo-Kazooie
Banjo-Kazooie è un videogioco a piattaforme sviluppato da Rare e pubblicato per Nintendo 64 nel 1998 dalla Nintendo. È il primo gioco della serie Banjo-Kazooie che ha per protagonisti un orso di nome Banjo (già apparso in Diddy Kong Racing) e un'uccellina di nome Kazooie, la quale risiede perennemente all'interno dello zaino di Banjo.
Caratterizzato da protagonisti molto bizzarri per i suoi tempi, che si scambiano battute umoristiche, divenne una pietra miliare nel suo genere, arrivando a essere accostato al celebre Super Mario 64 e facendo raggiungere alla Rare il suo periodo d'oro.
Banjo-Kazooie era notevole per la grafica degli ampi e variegati livelli e per il solido gameplay, sebbene ricevette molte critiche per essere una continua caccia agli oggetti collezionabili (fino a essere definito un collectathon), caratteristica che sarebbe divenuta tipica dei giochi della Rare.
Nel 2008 4J Studios pubblicò un port del gioco per Xbox Live Arcade; tale rimasterizzazione uscì nuovamente nel 2015 per Xbox One all'interno della raccolta Rare Replay, titolo che celebrò i trent'anni di attività di Rare; il 20 gennaio 2022, la versione originale per Nintendo 64 venne pubblicata su Nintendo Switch tramite il servizio Nintendo Switch Online.

## Trama
Nella torre del suo lugubre antro nella valle del Monte Spirale la perfida strega Gruntilda sta interrogando il suo calderone Dingpot per sapere chi sia la più bella del reame. Sulle prime esso risponde facendo il nome di lei, salvo poi correggersi e rispondere che la più bella del reame è un'orsetta di nome Tooty, la quale vive nella valle assieme al fratello Banjo e un'uccellina di nome Kazooie. Furiosa per la risposta del calderone Gruntilda prende la sua scopa volante per trovare Tooty. Nel frattempo quest'ultima è intenta a parlare con una talpa di nome Bottles in attesa che il fratello si svegli e raggiunga Tooty perché possano vivere un'avventura insieme. Gruntilda individua l'orsetta e la rapisce, lasciando Bottles come testimone. Dopo essersi svegliato Banjo incontra quest'ultimo, si fa raccontare l'accaduto e decide di partire insieme a Kazooie per salvare la sorella. Nel frattempo Gruntilda e il suo servitore Klungo stanno mettendo in funzione un terribile apparecchio capace di sottrarre la bellezza alle sue vittime e trasferirla alla strega così da poter sottoporre Tooty allo stesso trattamento.
Banjo e Kazooie si addentrano nell'antro di Gruntilda e da qui dovranno percorrere vari mondi di gioco, affrontare le sfide poste dalla strega e salvare la razza dei Jinjo dalla schiavitù di Gruntilda per potersi fare strada nelle numerose stanze della torre. Banjo e Kazooie raggiungono la fattucchiera e questa li sfiderà a un quiz. Poiché i due riescono a superare anche questa sfida Gruntilda consente loro di riprendersi Tooty, così i due eroi possono tornare a casa e organizzare un barbecue con gli amici. L'orsetta ricorda a Banjo e Kazooie che è inutile festeggiare, dato che la strega è ancora in circolazione, così i due decidono di sconfiggerla una volta per tutte.
Banjo e Kazooie raggiungono la cima della torre di Gruntilda e qui ha inizio la loro battaglia finale sul tetto della torre. Dopo aver ricevuto numerosi colpi da parte dei due eroi la strega crea un incantesimo di protezione attorno al proprio corpo, così entrano in scena i Jinjo, i quali uniscono le proprie forze e spingono Gruntilda giù dalla torre. La strega atterra nella valle del Monte Spirale, e un enorme masso precipita su di lei, intrappolandola in una fossa.
I due eroi e i loro amici vanno in vacanza su una spiaggia soleggiata dove ricevono alcune anteprime su ciò che li aspetta nel prossimo gioco della serie, mentre Klungo tenta disperatamente di smuovere il sasso che ha imprigionato la sua padrona ancora viva.

## Modalità di gioco
Banjo-Kazooie è un videogioco platform dove il giocatore controlla i protagonisti, Banjo e Kazooie, attraverso una prospettiva tridimensionale in terza persona. Il gioco prevede l’esplorazione di nove mondi nei quali è richiesto che il giocatore raccolga note musicali e pezzi di puzzle, chiamati Jiggies, per proseguire nell’avventura. Il giocatore viaggia da un mondo all’altro attraverso l’antro di Gruntilda, una sezione del mondo di gioco che funge da base centrale del gioco.
Per mezzo dei Jiggies il giocatore può completare i puzzle che permettono di aprire le porte a nuovi mondi, mentre le note musicali permettono di sbloccare aree attraverso cui accedere a mondi più difficili. Come in Super Mario 64, Banjo-Kazooie lascia molta libertà al giocatore, permettendogli di raccogliere note musicali e pezzi di puzzle senza un ordine specifico; anche il completamento dei mondi è possibile in ordine sparso, a patto che il giocatore abbia raccolto abbastanza note e pezzi di puzzle necessari a sbloccare livelli più avanzati prima di quanto previsto. Pezzi di puzzle aggiuntivi possono essere raccolti trovando in ogni mondo un determinato di piccole creature chiamate Jinjos.
Se Banjo e Kazooie perdono tutti i loro punti vita, saranno rispediti all'inizio del livello e tutte le note e i Jinjos raccolti fino a quel momento ricompariranno nel mondo. Se il giocatore decide, a questo punto, di uscire dal livello, avrà con sé solamente il massimo delle note che aveva preso prima della morte. Nel caso si vogliano prenderne altre, si dovrà battere il "record" precedente. Questo aspetto è stato corretto con la remastered per Xbox 360, dove i Jinjos e le note rimangono salvati. I Jiggies invece rimarranno sempre a disposizione del giocatore, anche dopo la sua morte.
Nel gioco è possibile collezionare in totale 900 note musicali (100 per ogni mondo) e 100 Jiggies. In ogni mondo, oltre a 10 Jiggies, è presente una pedana con sopra disegnata Gruntilda che, se schiacciata dal giocatore, permette di sbloccare un Jiggie nell'Antro di Gruntilda. Non tutti i Jiggies di un mondo possono essere sbloccati fin da subito: alcuni necessitano di mosse particolari che il giocatore acquisirà esplorando i mondi successivi.
In ogni mondo sono presenti diverse sfide tra cui la risoluzione di puzzle ambientali, saltare oltre ostacoli naturali, raccogliere oggetti e sconfiggere nemici. Il videogioco contiene elementi riconducibili al genere dell’avventura dinamica e spesso il giocatore dovrà interagire con i personaggi presenti nel gioco per aiutarli. Durante l’avventura è anche possibile aumentare la salute massima dei protagonisti, raccogliendo pezzi di alveare sparsi nei livelli di gioco. Banjo e Kazooie hanno una serie di abilità che permettono loro di esplorare i diversi ambienti di gioco: saltare, scalare, nuotare, volare e rotolare contro i nemici; queste azioni possono essere imparate trovando in punti diversi del gioco un amico dei protagonisti, Bottles la talpa. Alcune mosse richiedono oggetti speciali per essere eseguite: per esempio, le piume rosse permettono ai protagonisti di volare, mentre quelle dorate li proteggono dai danni. Altri oggetti consentono alla coppia protagonista di acquisire abilità temporanee in determinati momenti: ad esempio le scarpe turbo consentono di raggiungere determinate mete in tempo fornendo un incremento temporaneo della velocità.
Banjo e Kazooie vengono talvolta aiutati durante la loro avventura da un altro loro amico, Mumbo Jumbo, uno sciamano che può usare poteri magici per trasformarsi in diverse creature tra cui una termite, un’ape, un tricheco, un coccodrillo o una zucca. Ogni creatura ha delle abilità uniche che permettono al giocatore di avere accesso ad aree del gioco altrimenti inaccessibili. Possono anche, per un breve periodo (a seconda della creatura trasformata), uscire dal livello e mantenere le proprie sembianze nell'antro di Gruntilda. Prima che ogni trasformazione sia consentita però, il giocatore deve raccogliere abbastanza Gettoni Mumbo nei vari mondi. Il gioco permette anche l’utilizzo di trucchi tramite l’inserimento di codici contenuti in Cheato, il libro degli incantesimi di Gruntilda, che il giocatore deve prima trovare.
Per accedere al finale del gioco sarà necessario raccogliere almeno 765 note in totale per sbloccare la porta che conduce alla Grunty's Furnace Fun, l'ultima sezione del gioco. Tuttavia questo non sarà il vero finale, perché per sbloccarlo il giocatore dovrà raccogliere almeno 880 note e tutti i 100 Jiggies per accedere allo scontro finale contro Gruntilda.

## Personaggi
- Banjo: il buffo orso protagonista del gioco.
- Kazooie: un esemplare di una razza fittizia chiamata breegull dalla cresta rossa; è la compagna di avventure di Banjo e passa tutto il suo tempo all'interno dello zaino dell'orso.
- Gruntilda: la malvagia strega che rapisce Tooty perché invidiosa della sua bellezza.
- Tooty: la sorella di Banjo.
- Bottles: la talpa che guida Banjo insegnandogli varie abilità e fornendogli spiegazioni sui vari elementi di gioco.
- Jinjo: sono delle creature simili a uccellini. Gruntilda ha intrappolato cinque Jinjo in ciascuno dei mondi di gioco.
- Mumbo Jumbo: è uno sciamano che in passato ha dato a Gruntilda lezioni di magia. Mentre era sua allieva, la strega gli ha lanciato un sortilegio facendogli crescere un'enorme maschera tribale sulla faccia. Nel corso del gioco Mumbo è in grado di trasformare Banjo e Kazooie in varie creature come una termite o un coccodrillo.

## Mondi
Il gioco è composto da un mondo introduttivo, un mondo di base e nove mondi di gioco principali. Per accedere ai mondi di gioco il giocatore dovrà utilizzare delle tessere di puzzle per completare alcuni disegni presenti nell'antro di Gruntilda, così da aprire le porte per i vari mondi.
- La Montagna a spirale (Spiral Mountain): l'area in cui si trova la casa di Banjo. Funge da mondo di addestramento dove il giocatore potrà imparare ed esercitarsi con i comandi di base. La montagna che dà il nome alla valle conduce all'ingresso del castello di Gruntilda.
- L'antro di Gruntilda (Gruntilda's Lair): L'antro fa da sfondo a gran parte dell'avventura di questo primo episodio della serie: da qui il giocatore accede ai nove mondi principali e la sua sommità sarà teatro della battaglia finale. All'interno del castello Banjo e Kazooie faranno conoscenza con la fata Brentilda, la sorella buona di Gruntilda, Cheato, il libro magico degli incantesimi.
- La montagna di Mumbo (Mumbo's Mountain): Primo dei nove livelli veri e propri, ha degli elementi che danno allo scenario una connotazione neolitica o tribale. In questo mondo si trovano un enorme scimpanzé chiamato Conga e una scimmietta di nome Chimpy, un sito megalitico, un enorme termitaio e un piccolo villaggio nel quale si trovano il grande totem "Juju" e la capanna di Mumbo Jumbo.
- L'isola del tesoro (Treasure Trove Cove): Quest'isola presenta un piccolo faro sulla sua sommità ed è abitata un enorme granchio di nome Nipper e dallo squalo Snacker, il quale tenta di azzannare chiunque si butti in acqua. Qui Banjo e Kazooie faranno la conoscenza di Blubber, un capitano la cui nave si è naufragata sull'isola.

L'isola del tesoro

- La caverna di Clanker (Clanker's Cavern): Clanker è un enorme pesce robotico creato da Gruntilda come smaltitore di rifiuti.
- Bubblegloop Swamp: Una palude le cui acque sono infestate dai piraña.
- Freezeeazy Peak: Questo picco innevato a tema natalizio è abitato dalla famiglia di Boggy l'orso polare e dal tricheco Wozza.
- La valle di Gobi (Gobi's Valley): Una terra che richiama moltissimo l'Egitto per via della presenza di alcune piramidi e di una Sfinge le cui sembianze ricordano Banjo. La valle porta il nome del cammello Gobi, il quale lascerà presto il luogo perché perennemente infastidito da Banjo e Kazooie.
- il maniero del mostro (Mad Monster Mansion): Il maniero del mostro è una casa stregata abitata dai fantasmi e dagli scheletri; al suo fianco si trovano un labirinto di siepi, una chiesa e un cimitero.
- la baia del Rusty Bucket (Rusty Bucket Bay) : In questa baia dall'acqua inquinata alloggia la nave merci Rusty Bucket. Banjo e Kazooie si ritroveranno a visitare le varie cabine della nave e la sala motori, nonché ad affrontare una grossa scatola esplosiva.
- il bosco Tic-Toc (Click Clock Wood) : Il giocatore potrà accedere a questo mondo grazie a quattro porte diverse, ciascuna delle quali gli permetterà di vedere lo stesso bosco durante le quattro stagioni a partire dalla primavera. Le azioni del giocatore in una stagione si rifletteranno anche nelle stagioni successive. Nel bosco Tic-Toc risiedono lo scoiattolo Nabnut, il castoro Gnawty e l'aquila Eyrie.

## Colonna sonora
La colonna sonora, che ha un ruolo rilevante nell'atmosfera del gioco, venne composta da Grant Kirkhope, che è anche il doppiatore di due personaggi, Mumbo Jumbo e i Jinjo.

## Sviluppo
Il titolo fu inizialmente progettato, nel 1994-1995, per essere un ambizioso videogioco di ruolo isometrico sui pirati per console SNES, noto come Project Dream e successivamente Dream: Land of Giants. Il gioco vedeva come protagonista un ragazzo di nome Edison che durante il corso del suo viaggio si ritroverà ad affrontare dei pirati (scagnozzi del Capitan Occhionero) armato di una spada e accompagnato dal suo cane Dinger. Il progetto si rivelò eccessivo per lo SNES e fu riadattato per il Nintendo 64, trasformandolo in un'avventura dinamica simile a The Legend of Zelda: Ocarina of Time. Il risultato tuttavia richiedeva prestazioni troppo alte perfino per il Nintendo 64, per cui venne nuovamente riconvertito, stavolta in un platform 3D, sostituendo anche il suo protagonista Edison, ritenuto troppo anonimo, con i nuovi personaggi animaleschi.
Alcune immagini di Captain Blackeye Occhionero, antagonista principale di Dream, compaiono nel Maniero del Mostro di Banjo-Kazooie.
Durante lo sviluppo del gioco era previsto un numero maggiore di mondi che sono poi stati scartati. Tre di questi avrebbero dovuto essere una miniera d'oro, un parco di divertimenti, un vulcano e una foresta dei funghi; i primi tre furono poi ripresi nel seguito Banjo-Tooie mentre la foresta fu riutilizzata in Donkey Kong 64.

## Premi
Banjo-Kazooie vinse come gioco d'azione per console dell'anno agli Internet Achievement Awards del 1999, vincendo anche nella categoria "Direzione artistica e grafica". Finii anche nelle nomination nelle categorie "Gioco d'avventura per console" e "Gioco dell'anno", vinte entrambe da The Legend of Zelda: Ocarina of Time.

## Riedizioni
Data l'acquisizione di Rare da parte di Microsoft, diverse IP appartenenti all'azienda, come Banjo-Kazooie e Perfect Dark, uscirono dai confini Nintendo, e alcuni dei loro giochi approdarono anche sulle console Xbox in formato digitale. Il 3 dicembre 2008 il gioco approdò su Xbox Live Arcade in un'edizione migliorata, che apportava diversi cambiamenti, come alcune modifiche all'HUD del gioco e l'aumento della risoluzione a 1080p con un framerate fissato a 30 fps, oltre al supporto al Widescreen. Inoltre, qualsiasi riferimento a Nintendo fu rimosso, come il logo del Nintendo 64 che appariva all'avvio del gioco e il logo dell'azienda stampato sullo xilofono di Mumbo Jumbo presente nel filmato di apertura (sostituito con il logo dei Microsoft Game Studios). Furono fatte anche alcune modifiche alla quality of life del gioco, come le note musicali e i Jinjo che rimangono salvati anche se Banjo e Kazooie terminano i loro punti vita, oppure la possibilità di saltare i titoli di coda. Per il resto il gioco rimane uguale alla versione per Nintendo 64.
La versione Xbox Live Arcade venne poi inserita nella Rare Replay, raccolta antologica di 30 tra i più importanti titoli di Rare, uscita su Xbox One il 4 agosto 2015. Nel caso in cui il giocatore abbia già un salvataggio del gioco, questo può essere trasferito nella collection grazie alla sincronizzazione in cloud di Xbox Live.
Sempre questa versione fu aggiunta al servizio in abbonamento Xbox Game Pass il 5 giugno 2019 e fu aggiornata con il supporto al 4K.
Il 21 gennaio 2022, il gioco è stato aggiunto al catalogo Nintendo 64 del Nintendo Switch Online + Pacchetto Aggiuntivo. Questa versione è identica all'originale, tranne per i miglioramenti delle texture.

## Seguiti
Nel filmato conclusivo del gioco Mumbo Jumbo mostra a Banjo e Kazooie alcune aree segrete di Treasure Trove Cove, Frezeeazy Peak e Gobi's Valley nelle quali si trovano tre oggetti, due uova colorate e una chiave di ghiaccio. Mumbo rivela che il giocatore avrebbe poi utilizzato nel seguito del gioco, Banjo-Tooie. Nelle intenzioni originali di Rare il giocatore avrebbe dovuto essere in grado di sbloccare queste aree segrete mediante un processo chiamato "Stop 'N' Swop" che consisteva nell'inserire la cartuccia di Banjo-Tooie nella console e di sostituirla con la cartuccia di Banjo-Kazooie mentre la console era ancora accesa, così da permettere il trasferimento dei dati da un gioco all'altro. Rare dovette rinunciare all'idea a causa di alcune limitazioni tecniche.
Nonostante il fallimento del progetto "Stop 'N' Swop", nel 2000 Rare pubblicò per Nintendo 64 Banjo-Tooie, che racconta le avventure di Banjo e Kazooie due anni dopo gli avvenimenti del primo gioco. Ci furono ulteriori seguiti, ma dopo Banjo-Tooie nessuno appartenne al genere platform vero e proprio.
In seguito all'acquisizione di Rare da parte di Microsoft, Rare pubblicò Banjo-Kazooie: Grunty's Revenge nel 2003 e Banjo-Pilot nel 2005, entrambi per GameBoy Advance. Nel 2008, in occasione dei dieci anni dall'uscita del primo gioco della serie, Rare pubblicò Banjo-Kazooie: Viti e bulloni per Xbox 360. Grazie alla possibilità di salvare i dati dei giochi sulla console, Banjo-Kazooie: Viti & bulloni e il rifacimento di Banjo-Kazooie permisero a Rare di sviluppare una nuova versione dello "Stop 'N' Swop" che consente al giocatore di sbloccare alcune funzionalità speciali se sulla sua console sono presenti i salvataggi di entrambi i giochi.
L'11 aprile 2017 uscì Yooka-Laylee, l'erede spirituale di Banjo-Kazooie sviluppato da Playtonic Games, un team formato da alcuni membri dell'ex personale chiave di Rare.